# Agriotypus tangi
Agriotypus tangi là một loài tò vò trong họ Ichneumonidae.